# Xerocomellus ripariellus
Xerocomellus ripariellus är en sopp i familjen Boletaceae.

## Förekomst
Hittills är den endast funnen i Europa, men utbredningen är dåligt känd (den hade ju helt förbisetts fram till 1997). I Norden förekommer den sällsynt i Danmark (som närmast Sverige på Själland, så den bör ju kunna finnas i Skåne). Den växer företrädesvis på fuktig mark och bikdar ektomykorrhiza, förmodligen med alar, Salix eller popplar.

## Kännetecken
En liten sopp, hatten blir upp till 6 cm i diameter, Hatthuden är röd till mörkt brunröd, sammetsluden och ofta uppsprickande. Porerna är gula och blånar vid beröring. Sporerna är strimmiga. Foten är gul, vanligen täckt av röda korn i den nedre delen och blånar vid beröring. Köttet är blekt gulaktigt i hatten, mörkare i foten och är i fotbasen ofta rödaktigt; blånande i snittytor. Den kan skiljas från rödsopp (som finns i torrare, mera parkartad miljö) på avsaknad av röda prickar i fotbasens kött (lupp!). Xerocomellus fennicus (som den annars är mycket lik) och Xerocomellus marekii har trunkata sporer {abrubt tillplattade i ena änden). 

## Taxonomi
Arten beskrevs av 1997 av Guy Redeuilh som Xerocomus ripariellus. Den flyttades till det nybeskrivna släktet Xerocomellus av Josef Šutara 2008.
Ripariellus är en diminutivform av riparius, vilket i sin tur betyder "tillhör stranden" (från latin ripa, "strand"), alltså "mindre strand-xerocomellus" eller något sådant.